# Olympia Press

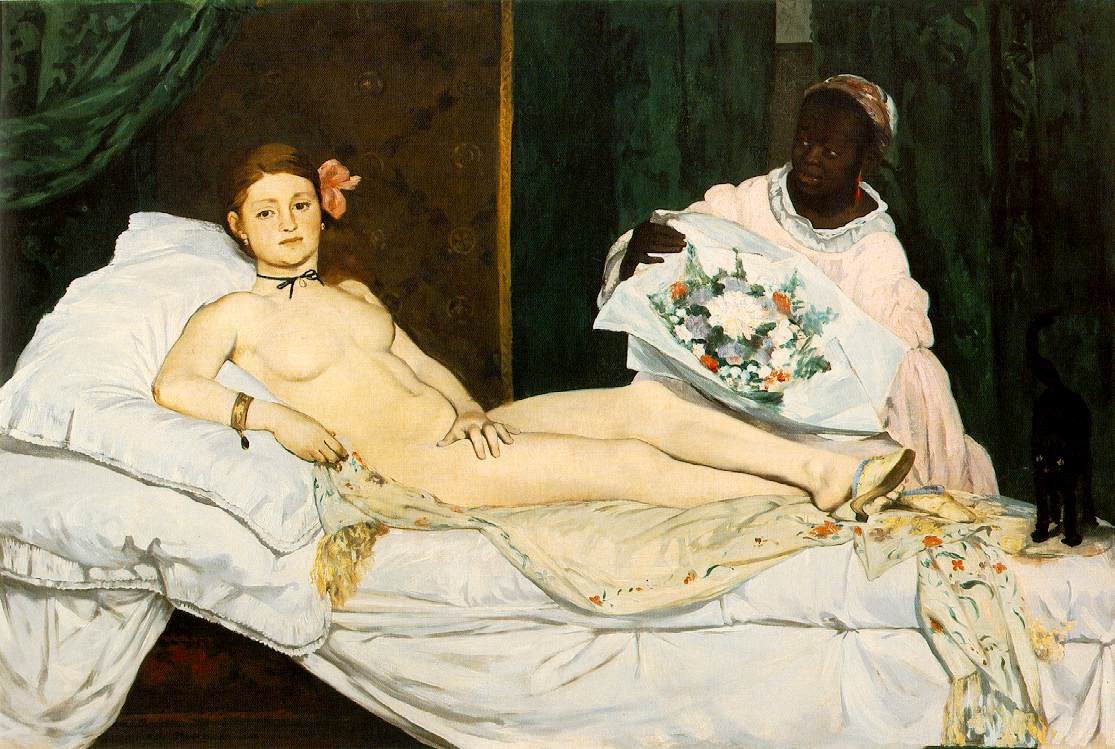
Édouard Manet: Olympia, 1863. Eins der Lieblingsbilder von Girodias. Namensspenderin des Verlags

Olympia Press ist der Name eines englischsprachigen Verlages erotischer Belletristik, der von Maurice Girodias 1953 in Paris gegründet wurde. Er setzte damit das Programm des von seinem Vater Jack Kahane gegründeten Verlags Obelisk Press fort, wo beispielsweise die Erstausgabe von Henry Millers Wendekreis des Krebses erschienen war. Olympia Press veröffentlichte als erster Samuel Becketts Romane, William S. Burroughs’ Naked Lunch, Vladimir Nabokovs Lolita, Jean Genet wurde übersetzt und Raymond Queneaus Zazie in der Metro, aber Olympia Press konzentrierte sich auf erotische Literatur. Unter anderem erschien hier 1954, zeitgleich zur französischen Originalausgabe, die erste englische Übersetzung von Geschichte der O.
Die Titel erschienen unter zahlreichen Imprints, namentlich:
- Olympia Press (1953–1959),
- Collection Merlin (1953–1955),
- Teasers (1953–1954),
- The Atlantic Library (1954),
- Traveller’s Companion (1955–1965),
- The Ophelia Press (1958–1960),
- La Grande Séverine (1960),
- Ophir Books (1961),
- Far-Out Books (1961),
- Olympia Magazine (1962–1963),
- Othello Books (1962),
- Odyssey Library (1963).

Als die harten Zensurbestimmungen in den USA gelockert wurden, verließ Maurice Girodias 1964 Paris und ging nach New York. Die New Yorker Olympia Press existierte von 1967 bis 1974. Venus Freeway (insgesamt 73 Titel) war das letzte Imprint. Springtime for Hitler und das vor Erscheinen konfiszierte President Kissinger waren die letzten Bücher.
Eine westdeutsche Olympia Press wurde von Jörg Schröder 1969 gegründet. Dieser rein pornographische Verlag erwirtschaftete in der Zeit der aufkommenden Sexwelle das Geld, um den literarisch und politisch anspruchsvollen März Verlag zu finanzieren. Die deutsche Olympia Press veröffentlichte Übersetzungen, aber auch viele Originalausgaben.

## Verlagsprogramm
Maurice Girodias war ein Sohn des Schriftstellers und Verlegers Jack Kahane, der in den 1930er Jahren in seiner Obelisk Press Henry Miller, Anaïs Nin oder Lawrence Durrell, aber auch weniger ambitionierte Erotika (und sich selbst) verlegt hatte.
Vater und Sohn gaben der in Paris lebenden amerikanischen Künstlerkolonie Publikationsmöglichkeiten.
Als Kunden hatten sie dabei in erster Linie amerikanische und englische Touristen im Auge, die in der „Hauptstadt der Liebe“ etwas erleben wollten. Also ließ Maurice Girodias seine Autoren möglichst drastisch-erotische Geschichten schreiben. Die dünnen grünen „Reisebegleiter“ der Traveller’s Compagnion Series konnten leicht im Reisegepäck versteckt werden.

## L’affaire Lolita: Zeitweiliges Verkaufsverbot in Frankreich
Olympia Press erhielt in den späten 1950er Jahren zeitweilig ein Verbot durch das französische Innenministerium, jene 24 Titel zu verkaufen, die zu dem Zeitpunkt zum Verlagsprogramm gehörten.
Zu den Hintergründen des Verbotes gehört, dass durch eine Kontroverse in britischen Zeitungen öffentlich breiter bekannt wurde, wie häufig britische Publikationsverbote durch private Buchimporte unterlaufen wurden: Zu den zufälligen Käufern des am 15. September 1955 in zwei Bänden erschienenen Romans Lolita des russisch-amerikanischen Autors Vladimir Nabokov zählte Graham Greene. Als dieser Weihnachten desselben Jahres von der britischen Sunday Times befragt wurde, welches seine drei Bücher des Jahres 1955 gewesen seien, nannte er ohne jegliche weitere Ausführungen folgende Titel: die Reisebeschreibung Boswell on the Grand Tour von James Boswell, die aus dem 18. Jahrhundert stammte,  das Sachbuch Frankreichs Uhren gehen anders des Schweizer Historikers Herbert Lüthy und Nabokovs Lolita. Dieser letzte Titel lieferte am 29. Januar 1956 dem Chefredakteur der britischen Boulevardzeitung Sunday Express, John Gordon,  den Anlass zu heftigen Worten:

„Zweifellos das dreckigste Buch, das ich je gelesen habe. Reine hemmungslose Pornographie. Seine Hauptfigur ist ein perverser Kerl, der eine Leidenschaft für ‚Nymphetten‘ hat, wie er sie nennt. Das, erklärt er, sind Mädchen zwischen 11 und 15. Das ganze Buch ist einer erschöpfenden, ungebremsten und absolut widerlichen Beschreibung seiner Machenschaften und Erfolge gewidmet. Gedruckt ist es in Frankreich. Jeder, der es hierzulande verlegte oder verkaufte, würde mit Sicherheit ins Kittchen kommen. Und die Sunday Times fände das bestimmt nur in Ordnung.“

Weder die Sunday Times noch Graham Greene antworteten direkt auf diese Angriffe. Stattdessen veröffentlichte Greene in dem politischen Magazin The Spectator  eine Notiz, dass er eine „John-Gordon-Gesellschaft“ gegründet habe, deren kompetente Zensoren die britische Heimat zukünftig vor den heimtückischen Bedrohungen durch Pornographie schützen sollen. Dieser satirische Akt führte dazu, dass über Monate Leserbriefe die Spalten des Spectators füllten und am 26. Februar 1956 erstmals auch The New York Times Book Review von einem in Großbritannien schwelenden Literaturskandal berichtete, ohne allerdings Romantitel oder Autor zu benennen.
Nachdem es wenige Monate zuvor eine Razzia in den Geschäftsräumen der Olympia Press gegeben hatte, verbot am 10. Dezember 1956 das französische Innenministerium den Verkauf aller 24 Titel, die in dem Verlag erschienen. Auch ein Export dieser Titel war dem Verlag untersagt. Maurice Girodias konnte wenig später nachweisen, dass das französische Innenministerium nur auf Betreiben des britischen Home Office gehandelt hatte. Die französische Presse griff dies gerne auf und stellte sich in ihren Veröffentlichungen auf die Seite des Verlages. Sie sah in dem Verbot einen Angriff auf die traditionelle französische Kunstfreiheit, erkannte auch sehr schnell, dass Nabokovs Roman Lolita der Auslöser war, und bezeichnete die Angelegenheit ab Januar 1957 als L’affaire Lolita.
Das Verkaufsverbot von Lolita war juristisch fragwürdig, da beispielsweise weder ein britisches noch ein US-amerikanisches Gericht den Verkauf dieses Romans untersagt hatte. Der angesehene französische Verlag Éditions Gallimard bereitete außerdem zeitgleich eine französische Ausgabe des Romans vor. Girodias erhielt zudem am 8. Februar 1957 auf seine Anfrage hin einen eindeutigen Bescheid des US-amerikanischen Schatzministeriums, dass Lolita zwar überprüft, aber freigegeben worden sei. In der Summe bedeutete dies, dass für den Roman in Frankreich ein Exportverbot galt, während es in den USA problemlos importiert werden konnte. Ähnlich absurde Situationen galten für andere Titel, die in dem Verlag erschienen. Das Verbot des französischen Innenministeriums sorgte dafür, dass der Verkauf von Erzählungen von Frank Harris und Henry Miller in englischer Sprache verboten war, gleichzeitig waren sie in französischer Sprache weiterhin erhältlich. Noch absurder war die Situation bei J. P. Donleavys Roman Ginger Man. Der Roman, dessen Titel auf Bitten des britischen Homeoffice vom französischen Innenministerium verboten worden war, war in Großbritannien frei verkäuflich. Das Verkaufsverbot aller bei Olympia Press erschienenen englischsprachigen Titel wurde erst im Juli 1959 endgültig aufgehoben. Die französische Ausgabe des Romans Lolita, die Éditions Gallimard verlegt hatte, war seit April 1959 in den französischen Buchhandlungen erhältlich.

## Titelliste
Die folgende Liste enthält die bei Olympia Press Paris zwischen 1953 und 1965 erschienenen Titel. Sie geht auf die Bibliographie von Patrick Kearney zurück.
| Autor                             | wirklicher Name                   | Titel | Jahr      |
| --------------------------------- | --------------------------------- | --- | --------- |
| Paul Ableman                      |                                   | I Hear Voices | 1957      |
| Pierre Angelique                  | Georges Bataille                  | The Naked Beast at Heaven’s Gate [Übersetzung von Madame Edwarda]                                                         | 1956      |
| Pierre Angelique                  | Georges Bataille                  | A Tale of Satisfied Desire [Übersetzung von Histoire de l’œil]                                                            | 1953      |
| [Anonym]                          |                                   | The Prima Donna [Übersetzung von William S. Robinson einer französischen Übersetzung von Aus den Memoiren einer Sängerin] | 1960      |
| [Anonym]                          | Marie-Thérèse Cointre             | I’m for Hire | 1955      |
| [Anonym]                          | Diane Bataille                    | The Whip Angels | 1955      |
| [Anonym]                          | Oscar Wilde [?]                   | Teleny, or, The Reverse of the Medal                                                                                      | 1958      |
| Guillaume Apollinaire             |                                   | Amorous Exploits of a Young Rakehell [Übersetzung von Les exploits d’un jeune Don Juan]                                   | 1953      |
| Guillaume Apollinaire             |                                   | The Debauched Hospodar [Übersetzung von Les Onze mille verges]                                                            | 1953      |
| Willie Baron                      | Baird Bryant                      | Play My Love | 1960      |
| Aubrey Beardsley                  |                                   | Under the Hill | 1959      |
| Samuel Beckett                    |                                   | Molloy | 1955      |
| Samuel Beckett                    |                                   | Molloy, Malone Dies, The Unnamable                                                                                        | 1959      |
| Samuel Beckett                    |                                   | Watt | 1953      |
| James Broughton                   |                                   | An Almanac for Amorists                                                                                                   | 1955      |
| R. Bernard Burns                  |                                   | The Ordeal of the Rod | 1958      |
| William Burroughs                 |                                   | The Naked Lunch | 1959      |
| William Burroughs                 |                                   | The Soft Machine | 1961      |
| William Burroughs                 |                                   | The Ticket That Exploded                                                                                                  | 1962      |
| Jock Carroll                      |                                   | Bottoms Up | 1961      |
| Roger Casement                    |                                   | The Black Diaries | 1959      |
| John Cleland                      |                                   | Memoirs of a Woman of Pleasure                                                                                            | 1954      |
| Jean Cocteau                      |                                   | The White Paper | 1957      |
| Gregory Corso                     |                                   | The American Express | 1961      |
| Henry Crannach                    | Marilyn Meeske                    | Flesh and Bone | 1957      |
| Nicholas Cutter                   |                                   | Rogue Women | 1955      |
| Harriet Daimler & Henry Crannach  | Iris Owens & Marilyn Meeske       | Pleasure Thieves | 1956      |
| Harriet Daimler                   | Iris Owens                        | Darling | 1956      |
| Harriet Daimler                   | Iris Owens                        | Innocence | 1956      |
| Harriet Daimler                   | Iris Owens                        | The Organization | 1957      |
| Harriet Daimler                   | Iris Owens                        | The Woman Thing | 1958      |
| Robert Desmond                    |                                   | An Adult’s Story | 1954      |
| Robert Desmond                    |                                   | Heaven, Hell and the Whore                                                                                                | 1956      |
| Robert Desmond                    |                                   | Iniquity | 1958      |
| Robert Desmond                    |                                   | The Libertine | 1955      |
| Robert Desmond                    |                                   | Professional Charmer | 1961      |
| Robert Desmond                    |                                   | Seeds of the Rainbow | 1937      |
| Robert Desmond                    |                                   | The Sweetest Fruit | 1951      |
| Robert Desmond                    |                                   | Without Violence | 1962      |
| Mickey Dikes                      |                                   | Sarabande for a Bitch | 1956      |
| J. P. Donleavy                    |                                   | The Ginger Man | 1955      |
| Hamilton Drake                    | Mason Hoffenberg                  | Sin for Breakfast | 1957      |
| Winifred Drake                    | Denny Bryant                      | Tender Was My Flesh | 1955      |
| Lawrence Durrell                  |                                   | The Black Book | 1959      |
| Brett Edward                      |                                   | The Passion of Youth | 1960      |
| [Verschiedene]                    |                                   | L’Affaire Lolita | 1957      |
| Beauregard de Farniente           | J.-C. Gervaise de Latouche        | The Adventures of Father Silas                                                                                            | 1958      |
| Charles Henri Ford & Parker Tyler |                                   | The Young and Evil | 1960      |
| Jean Genet                        |                                   | Our Lady of the Flowers                                                                                                   | 1957      |
| Jean Genet                        |                                   | Querelle [deutscher Text]                                                                                                 | 1959      |
| Jean Genet                        |                                   | The Thief’s Journal | 1954      |
| Stephen Hammer                    | John Coleman                      | The Itch | 1956      |
| Tim Harrack                       |                                   | Dissolving | 1958      |
| Frank Harris                      | Alexander Trocchi                 | My Life and Loves, vol. 5                                                                                                 | 1954      |
| Chester Himes                     |                                   | Pinktoes | 1961      |
| Homer & Associates                | Michel Gall                       | A Bedside Odyssey | 1962      |
| Peter Jason                       |                                   | Wayward | 1961      |
| Henry Jones                       | John Coleman                      | The Enormous Bed | 1955      |
| Jean Justice                      |                                   | Murder vs. Murder | 1964      |
| Maxwell Kenton                    | Terry Southern & Mason Hoffenberg | Candy | 1958      |
| Swami Ram Krishnanada             |                                   | Classical Hindu Erotology [Kama Sutra]                                                                                    | 1958      |
| Gustav Landshot                   |                                   | How To Do It | 1956      |
| Frances Lengel                    | Alexander Trocchi                 | The Carnal Days of Helen Seferis                                                                                          | 1954      |
| Frances Lengel                    | Alexander Trocchi                 | Helen and Desire | 1954      |
| Frances Lengel                    | Alexander Trocchi                 | School for Sin | 1955      |
| Frances Lengel                    | Alexander Trocchi                 | White Thighs | 1955      |
| Frances Lengel                    | Alexander Trocchi                 | Young Adam | 1954      |
| Ruth Lesse                        | John Millington-Ward              | Lash | 1962      |
| Peter Lewys                       | Pierre Louys                      | The She-Devils [Trois filles de leur mere]                                                                                | 1958      |
| Christopher Logue                 |                                   | Wand and Quadrant | 1953      |
| Carmencita de las Lunas           | Alexander Trocchi                 | Thongs | 1956      |
| Ataullah Mardaan                  |                                   | Deva-Dasi | 1957      |
| Ataullah Mardaan                  |                                   | Kama Houri | 1956      |
| Ed Martin                         |                                   | Busy Bodies | 1963      |
| Wu Wu Meng                        | Sinclair Beiles                   | Houses of Joy | 1958      |
| Henry Miller                      |                                   | Plexus | 1953      |
| Henry Miller                      |                                   | Quiet Days in Clichy | 1956      |
| Henry Miller                      |                                   | Sexus | 1957      |
| Henry Miller                      |                                   | Wendekreis des Krebses | 1958      |
| Henry Miller                      |                                   | Wendekreis des Steinboks [sic]                                                                                            | 1958      |
| Henry Miller                      |                                   | The World of Sex | 1957      |
| Alfred de Musset [?]              |                                   | Passions’ Evil [Gamiani]                                                                                                  | 1953      |
| Vladimir Nabokov                  |                                   | Lolita | 1955      |
| Malcolm Nesbit                    | Alfred Chester                    | Chariot of Flesh | 1955      |
| Hilary Newton                     |                                   | Without Shame | 1958      |
| Philip O’Connor                   |                                   | Steiner’s Tour | 1960      |
| Peter O’Neill                     |                                   | The Corpse Wore Grey | 1962      |
| Peter O’Neill                     |                                   | Hell is Filling Up | 1961      |
| J. Hume Parkinson                 |                                   | A Gallery of Nudes | 1957      |
| J. Hume Parkinson                 |                                   | Sextet | 1965      |
| Thomas Peachum                    | Philip Oxman                      | The Watcher and the Watched                                                                                               | 1954      |
| Angela Pearson                    | John Millington-Ward              | The Whipping Club | 1958      |
| Angela Pearson                    | John Millington-Ward              | The Whipping Post | 1959      |
| Angela Pearson                    | John Millington-Ward              | Whips Incorporated | 1960      |
| Faustino Perez                    | Mason Hoffenberg                  | Until She Screams | 1956      |
| [Verschiedene]                    |                                   | Olympia (Zeitschrift, 4 Nummern)                                                                                          | 1961–1963 |
| Soliman Peters                    |                                   | Business as Usual [auch erschienen als Springtime in Paris von Theobald Lovelace]                                         | 1958      |
| Akbar del Piombo                  | Norman Rubington                  | Cosimo’s Wife | 1957      |
| Akbar del Piombo                  | Norman Rubington                  | Fuzz Against Junk | 1959      |
| Akbar del Piombo                  | Norman Rubington                  | The Hero Maker | 1960      |
| Akbar del Piombo                  | Norman Rubington                  | Skirts | 1956      |
| Akbar del Piombo                  | Norman Rubington                  | The Traveller’s Companion                                                                                                 | 1957      |
| Akbar del Piombo                  | Norman Rubington                  | Who Pushed Paula? | 1956      |
| Frances Pollini                   | Diane Bataille [?]                | Night | 1960      |
| Raymond Queneau                   |                                   | Zazie dans le Metro | 1959      |
| Pauline Reage                     | Dominique Aury                    | The Story of O | 1954      |
| Pauline Reage                     | Dominique Aury                    | The Wisdom of the Lash [Neuübersetzung von Geschichte der O]                                                              | 1957      |
| N.-E. Restif de la Bretonne       |                                   | Pleasures & Follies [L’Anti-Justine]                                                                                      | 1955      |
| Humphrey Richardson               | Michel Gall                       | Sexual Life of Robinson Crusoe                                                                                            | 1955      |
| Ezra de Richarnaud                |                                   | The Small Rooms of Paris                                                                                                  | 1956      |
| Rene Roques                       |                                   | Ladies at Night | 1954      |
| Rene Roques                       |                                   | Three Passionate Lovers                                                                                                   | 1954      |
| D.-A.-F., Marquis de Sade         |                                   | The Bedroom Philosophers                                                                                                  | 1953      |
| D.-A.-F., Marquis de Sade         |                                   | Justine | 1953      |
| D.-A.-F., Marquis de Sade         |                                   | The One Hundred & Twenty Days of Sodom                                                                                    | 1954      |
| D.-A.-F., Marquis de Sade         |                                   | The Story of Juliette, vol. 1                                                                                             | 1958      |
| D.-A.-F., Marquis de Sade         |                                   | The Story of Juliette, vol. 2                                                                                             | 1959      |
| D.-A.-F., Marquis de Sade         |                                   | The Story of Juliette, vol. 3                                                                                             | 1960      |
| D.-A.-F., Marquis de Sade         |                                   | The Story of Juliette, vol. 4                                                                                             | 1960      |
| D.-A.-F., Marquis de Sade         |                                   | The Story of Juliette, vol. 5                                                                                             | 1961      |
| D.-A.-F., Marquis de Sade         |                                   | The Story of Juliette, vol. 6                                                                                             | 1964      |
| D.-A.-F., Marquis de Sade         |                                   | The Story of Juliette, vol. 7                                                                                             | 1965      |
| James Webster Sherwood            |                                   | Stradella | 1962      |
| Ralph A. Storm                    |                                   | Intimate Interviews | 1960      |
| Harry Street                      |                                   | The Gilded Lily | 1959      |
| William Talsman                   |                                   | The Gaudy Image | 1958      |
| Miles Underwood                   | John Glassco                      | The English Governess | 1960      |
| Marcus Van Heller                 | John Stevenson                    | Adam and Eve | 1961      |
| Marcus Van Heller                 | John Stevenson                    | Cruel Lips | 1956      |
| Marcus Van Heller                 | John Stevenson                    | The House of Borgia | 1957      |
| Marcus Van Heller                 | John Stevenson                    | House of Borgia, pt. 2 | 1958      |
| Marcus Van Heller                 | John Stevenson                    | Kidnap | 1961      |
| Marcus Van Heller                 | John Stevenson                    | The Loins of Amon | 1955      |
| Marcus Van Heller                 | John Stevenson                    | Nightmare | 1960      |
| Marcus Van Heller                 | John Stevenson                    | Rape | 1955      |
| Marcus Van Heller                 | John Stevenson                    | Roman Orgy | 1956      |
| Marcus Van Heller                 | John Stevenson                    | Terror | 1958      |
| Marcus Van Heller                 | John Stevenson                    | The Wantons | 1957      |
| Marcus Van Heller                 | John Stevenson                    | With Open Mouth | 1955      |
| Count Palmiro Vicarion            | Christopher Logue                 | Book of Bawdy Ballads | 1956      |
| Count Palmiro Vicarion            | Christopher Logue                 | Book of Limericks | 1955      |
| Count Palmiro Vicarion            | Christopher Logue                 | Lust | 1954      |
| B. Von Soda                       | Robert Waltz                      | Abandon | 1958      |
| Bernhardt Von Soda                | Robert Waltz                      | The Beaten and the Hungry                                                                                                 | 1962      |
| Austryn Wainhouse                 |                                   | Hedyphagetica | 1954      |
| John Wilmot, Earl of Rochester    |                                   | Sodom, or, The Quintessence of Debauchery                                                                                 | 1937      |
| Greta X                           | John Millington-Ward              | There’s a Whip in My Valise                                                                                               | 1961      |